# Neastacilla spinifera
Neastacilla spinifera is een pissebed uit de familie Arcturidae. De wetenschappelijke naam van de soort is voor het eerst geldig gepubliceerd in 2006 door Nunomura.